# Papava
Papava is een geslacht van rechtvleugeligen uit de familie krekels (Gryllidae). De wetenschappelijke naam van dit geslacht is voor het eerst geldig gepubliceerd in 1988 door Otte.

## Soorten
Het geslacht Papava  is monotypisch en omvat slechts de volgende soort:
- Papava aiyurae (Otte, 1988)